# イギリス鉄道66形ディーゼル機関車
イギリス鉄道66形ディーぜル機関車（イギリスてつどう66がたディーゼルきかんしゃ）は、イギリスの貨物用ディーゼル機関車である。製造元のGM-EMDにおける社内呼称はJT42CWR。イギリス国内のほかオランダやドイツなどヨーロッパ大陸各国でも導入されている。本記事ではイギリス国内向けの形式について解説する。

## 歴史
1986年、英国の貨物会社フォスターヨーマンの発注を受けたEMDは、アメリカ、イリノイ州のラ・グランジ工場にて、SD40-2の設計を基本とした59形を製造した。1990年の貨物会社ARC向け59/1形、1994年のエネルギー会社ナショナルパワー向け59/2形はカナダのオンタリオ州ロンドンにあるEMD工場で製造されている。これが後の66形の基礎となった。
イギリス国鉄の民営化後、貨物鉄道会社が継承した車齢の高い機関車の置き換えで運用費の削減と故障の減少を図るべく、EWS（現DBカーゴUK）が1996年にEMDに発注・製造されたのが66形である。59/2形と同じくカナダのオンタリオ州ロンドンにあるEMD工場で製造され、1998年に第一陣がイギリスに到着した。他の貨物鉄道会社の発注もこれに続き、総数400両以上が導入された。

## 運用事業者
イギリス国内の以下の貨物事業者が運用している。
- DBカーゴUK
- フレイトライナー・グループ
- GBレールフレート（GBRf）
- ダイレクト・レール・サービス（DRS）
- コーラス・レール

## 輸出車
主に大陸ヨーロッパ諸国に輸出されている。
- オランダ
- スウェーデン
- ドイツ
- ノルウェー
- フランス
- ベルギー
- ポーランド
- エジプト

## 参考資料
- デアゴスティーニ 鉄道データファイル 第152号